# دیگو استوکو
دیگو استوکو (انگلیسی: Diego Stocco؛ زادهٔ ۱۹۷۶) یک طراح صدا و آهنگساز اهل ایتالیا است.

## فیلمشناسی
- سارقان (۲۰۱۰)
- کرانک (۲۰۰۶)